# La chica de los anuncios
La chica de los anuncios és una pel·lícula espanyola de comèdia estrenada al setembre de 1968, dirigida per Pedro Lazaga i protagonitzada en els papers principals per Juan Luis Galiardo i Sonia Bruno.

## Sinopsi
Yola viu en un poble malagueny i el somni de la seva vida és convertir-se en una model famosa, i es trasllada a viure a Madrid per a aconseguir el seu objectiu. Després d'un cop de sort, Yola impedeix un atracament i el seu nom apareix l'endemà en tots els periòdics. En un tres i no res, aconsegueix ser una noia popular.

## Repartiment
- Sonia Bruno: Yola.
- Juan Luis Galiardo: Leo.
- Juanjo Menéndez: Louis Armstrong.
- Karina: Bea.
- Valeriano Andrés: Mariano.
- Rafaela Aparicio: Manuela.
- Florinda Chico: Angustias.
- Sancho Gracia: Teddy.
- Rafael Navarro: Don Andrés.
- Adriano Domínguez: agent publicitari
- Rafael Hernández: atracador.
- Jesús Álvarez: locutor de TVE.
- José Luis Uribarri: locutor TVE.
- Francisco Camoiras: empleat de l'estudi publicitari.

## Premis
Sonia Bruno va guanyar el premi a la millor actriu als Premis del Sindicat Nacional de l'Espectacle de 1968.